# 岸博幸
岸 博幸（きし ひろゆき、1962年〈昭和37年〉9月1日 - ）は、日本の経済評論家、実業家、経産官僚。慶應義塾大学大学院メディアデザイン研究科教授、専門分野は経営戦略、メディア/コンテンツ・ビジネス論、経済政策。また、RIZIN（格闘技団体）アドバイザー。竹中平蔵の側近として、総務大臣秘書官や内閣官房参与を務めた。

## 来歴
東京都生まれ。東京都立日比谷高等学校、一橋大学経済学部卒業。
大学卒業後、1986年通商産業省に入省。同期入省者には、鈴木寛、藤末健三、中尾泰久、後藤久典らがいた。1990年よりコロンビア大学経営大学院に留学し、MBA取得。
通産省通商政策局総務課、工業技術院総務部産業科学技術開発室を経て、1995年より朝鮮半島エネルギー開発機構 (KEDO) に出向、1998年、通産省に復職。その後、資源エネルギー庁長官官房国際資源課を経て、2000年、内閣官房情報通信技術 (IT) 担当室に出向しグループリーダーを務めた。
2001年の第1次小泉内閣発足を機に経済財政政策担当大臣補佐官に就任（大臣は竹中平蔵）、2002年からは金融担当大臣補佐官兼務。2004年以降は竹中経済財政政策担当・郵政民営化担当大臣政務担当秘書官に就任。竹中の側近として、情報通信政策や郵政民営化などに携わる。
また、1998年に坂本龍一らと共にメディア・アーティスト協会を設立、同協会事務局長を2000年に同協会が解散するまで務め、著作権保護のあり方についての議論に加わった。
2004年からは慶應義塾大学助教授に就任。総務大臣となった竹中の下で総務大臣秘書官を兼任した。2006年に第3次小泉改造内閣の内閣総辞職および、竹中の議員辞職に合わせ、経済産業省を退官し、慶應義塾大学デジタルメディア・コンテンツ統合研究機構准教授に就任、2年後の2008年に慶應義塾大学大学院メディアデザイン研究科教授に就任した。ほかに、2007年から2010年3月までエイベックス・グループ・ホールディングス株式会社取締役コーポレート企画本部担当。2008年から総務省通信・放送問題タスクフォース委員も務める。
2008年6月には、衆議院議員の江田憲司や元財務官僚の高橋洋一らと共に「官僚国家日本を変える元官僚の会（脱藩官僚の会）」を設立。
2010年3月よりエイベックス・マーケティング株式会社取締役。同年4月よりエイベックス・グループ・ホールディングス株式会社顧問。新生ホームサービス株式会社特別顧問。2013年から大阪市特別顧問、大阪府特別顧問、大阪府市統合本部特別顧問。
2021年7月9日、内閣官房参与を命じられた。担当は、成長戦略、規制改革、 経済・産業政策、広報戦略。
2023年7月24日、多発性骨髄腫に罹患していることを公表し、同年8月下旬まで入院治療することを明らかにした。8月18日、退院を報告。
2025年5月28日、自由民主党が同年夏の第27回参議院議員通常選挙の比例代表の候補に岸を内定したことが報じられた。同年7月20日投開票の参院選で、自民党は比例代表に特定枠2人を含め計31人の候補者を擁立し、12議席を確保。岸は110,391票を獲得したが、得票数14位（特定枠を含むと16位）で落選した。

## 人物
坂本龍一に次いで、小泉純一郎と竹中平蔵に強い影響を受けたと語っている。当時の小泉内閣で経済財政担当大臣として起用された竹中平蔵の補佐官として、小泉の総裁任期満了まで、約５年間、竹中の側近として内閣運営に携わっていた。「さまざまなことを学ばせていただきました。影響を受けたことはあり過ぎるくらい」と小泉と竹中を絶賛し、竹中については、りそな銀行への2兆円の公的資金の注入を決断したことを挙げて、「昔の将軍って、きっとこんな風だったんだろうと思いました」と評価している。
いわゆる脱藩官僚としてテレビ番組などにも出演する。
とある金融機関に内定をもらっていたが、「なんとなく」と「たまたま」が重なった末に官僚の道に進んだ。進学した一橋大学も、現役で東大に落ちて、リベンジで受けたところである。中学生の時に両親は離婚して母のもとで育ち、母子家庭で貧乏だったから「学費がかからず、自宅から通える国立大学に進もう」と思ったのが発端である。

## 親族
父は地方公務員で、母は岸が幼少期までは専業主婦だった。母方の祖父は官僚から国会議員になった人物で、母方の先祖には貴族院議員や警察庁長官、北海道知事を務めていた人もいた。
祖母は天理教を信仰していた。東中央大教会長を務める柏木大明の妻・ひろ子は親戚に当たり、闘病を機に今後の人生について考える中で、自らのルーツに関わる天理教の教えを学ぼうと思い、相談した。
45歳で結婚し、子供がいることを公表している。

## 主張

### 消費増税論
消費税増税を訴えており、「15％程度まではアップする必要があるでしょう。もちろん国民からの反発は大きいと思いますが」と述べている。所得税と法人税の増税は、富裕層や大企業の海外流出を招くとして反対している。

### 加計学園問題
民進党が内閣府に、石破4条件のうち「獣医師の需給をどう判断したのか」と何度も追及したことについて、特区の制度上内閣府ではなく所管省庁が判断することであり、新設が決定したということは文科省も農水省も「新設が不要と論証できなかったことを意味」するにすぎないとし、内閣府に獣医師の需給判断など聞くこと自体がおかしいし「単なるいじめ」にすぎないと述べ、民進党は「政策議論や改革には関心がないダメ政党」であると述べている。
前川喜平による「総理のご意向」のために「逆らえなかった」という言い分は「間違っている」とし、「特区を活用した加計学園の獣医学部新設に問題があるのであれば、国家戦略特区諮問会議やワーキンググループ」で発言すべきだったと述べている。また、首相の安倍晋三の「ご意向」が文科省の岩盤規制の突破であったとしても「現実には止められなかったのは、文科省には説得材料がなかったから」であり、「こんなことで行政がゆがめられたというならば、政治主導は全て行政をゆがめることになる」と主張している。前川の座右の銘が「面従腹背」であることについて、「論外だ。そんなことを正々堂々という官僚なんて官僚のクズだと思う」と批判している。また、出会い系バー通いを暴露されたために、「女性の貧困の実地調査」という屁理屈を考え出したとし、「所詮は屁理屈に過ぎず、リアリティーは感じられない」としている。
「大臣ご確認事項に対する内閣府の回答」というタイトルの流出文書に「官房長官、官房長官の補佐官、両副長官、古谷副長官補、和泉総理大臣補佐官等の要人には、『1、2ヵ月単位で議論せざるを得ない状況』と説明してある。」と書かれていることについて、官房長官の補佐官の担当はPFIのみで特区には関係ないため、「官房長官の補佐官に説明」する状況が生じるはずはないとし、この文言は「官邸の関与はすごい」と表現して「創作した職員（及びその人が所属するセクション）が水面下の根回しで関係者を自分の考える方向に誘導するため」に「文科省の職員による創作が入っている」のではないかと述べ、流出した文科省のペーパーの信頼性は非常に低いと主張している。

### 新型コロナウイルス対策
2020年5月3日のテレビ番組の放送で、新型コロナウイルスの感染拡大防止策で政府が配る布マスクの一部を調達したユースビオ社について、岸が「マスクを受注したのは政府の人間とつながりがあったから」と発言したことに対して、同社の代理人弁護士は、虚偽の情報により「癒着に基づく不正があった」との誤解を招き名誉を傷つけられたとして、謝罪、損害賠償、放送内容の訂正や主要紙への謝罪広告を求める通告書を11日付でTBSと岸に送付した。それに対しTBSはユースビオ社に「評論の範囲であり、名誉棄損には当たらない」との回答を行っている。

## 出演
現在
テレビ
- ビートたけしのTVタックル（テレビ朝日） - 不定期パネラー。
- そこまで言って委員会NP（読売テレビ） - 不定期パネラー。
- かんさい情報ネットten.（読売テレビ） - 不定期パネラー。
- 情報ライブ ミヤネ屋（読売テレビ）- 不定期コメンテーター。
- 全力!脱力タイムズ  (フジテレビ) - 不定期解説員。
- サンデージャポン（TBSテレビ）- 不定期コメンテーター。
- ドデスカ!（名古屋テレビ）- 隔週水曜日コメンテーター。
- 坂上&指原のつぶれない店（TBS）- 専門家

ラジオ
- TIME LINE（TOKYO FM） - 火曜日レギュラー。

過去
テレビ
- 太田光の私が総理大臣になったら…秘書田中。（日本テレビ） - 不定期パネラー。
- たかじんNOマネー〜人生は金時なり〜（テレビ大阪） - 準レギュラーパネラー。
- 女は悩まない 女の世直しニュース女子（DHCテレビジョン）- 不定期ゲスト。
- 有吉反省会（日本テレビ） - 準レギュラーパネラー。
- NMBとまなぶくん（関西テレビ）　- 不定期講師。
- グッド!モーニング（テレビ朝日） - 火曜日コメンテーター。

ラジオ
- 吉田照美 ソコダイジナトコ（文化放送） - 水曜日レギュラー。

## 著書・論文

### 著書
- 『ブレインの戦術 : 永田町を動かした政務秘書官のテクニック』あさ出版、2006年
- 『ネット帝国主義と日本の敗北：搾取されるカネと文化』幻冬舎〈幻冬舎新書〉、2010年
- 『アマゾン、アップルが日本を蝕む：電子書籍とネット帝国主義』PHP研究所〈PHPビジネス新書〉、2011年
- 『オリンピック恐慌』幻冬舎〈幻冬舎新書〉、2018年

### 論文
- 「ポップカルチャーと安全保障」　Project-P、2003年